# Enrique Magdaleno
Enrique Magdaleno Díaz (Madrid, 4 novembre 1955) è un ex calciatore spagnolo, di ruolo attaccante. È soprannominato "Tronquito"..

## Caratteristiche tecniche
Era un giocatore con scarsa tecnica. Era forte fisicamente, decisivo in area di rigore con uno spiccato senso del gol. Era abile anche nei colpi di testa.

## Carriera
Cresciuto nelle giovanili del Real Madrid, non riuscì a trovare spazio in prima squadra. Nella stagione 1976-1977 fu prestato al Levante, in Segunda División. Giocò 2 partite e segnò due gol, contro il Barcellona B e il Getafe. A fine anno il Levante retrocesse e Magdaleno tornò al Real Madrid.
Non trovando spazio nel Real Madrid, passò al Burgos Club de Fútbol. Esordì in Primera División il 9 settembre 1979 contro il Málaga. In totale collezionò 17 presenze e due gol, segnati contro il Las Palmas e il Salamanca. Il Burgos arrivò al penultimo posto in classifica, retrocedendo.
Nella stagione successiva, Magdaleno vinse il titolo di capocannoniere della Segunda División, con 17 reti (di cui 4 doppiette). Il Burgos arrivò al quindicesimo posto, Magdaleno venne notato dal Siviglia che lo riportò in Primera División.
Esordì il 20 settembre 1981, alla prima giornata di campionato contro l'Osasuna, segnando una rete che non servì a evitare la sconfitta per 2-3. Concluse la sua prima stagione in Andalusia con 27 presenze e 11 reti, tra cui una tripletta realizzata all'ultima giornata di campionato, in una vittoria per 4-1 contro l'Espanyol. Il Siviglia arrivò al settimo posto in campionato, guadagnando la qualificazione alla Coppa UEFA.
Nella stagione successiva, dunque, Magdaleno esordì nelle competizioni europee, giocando da titolare contro il Levski Sofia (3-1) e segnando anche un gol. Il 18 marzo 1984 segnò il gol decisivo nel derby di Siviglia contro il Real Betis, vinto per 2-1..
La sua esperienza al Siviglia fu caratterizzata da alti e bassi, senza mai confermarsi come un giocatore di alto livello. Lasciò il Siviglia dopo 4 stagioni, dopo aver collezionato 28 gol in 105 partite. e si trasferì al Maiorca, in Segunda División.
L'esperienza nelle Isole Baleari fu il periodo migliore della sua carriera, come dichiarato dallo stesso Magdaleno.
Nel suo primo anno al Maiorca, segnò 20 gol in 35 partite, trascinando la squadra alla promozione in Primera División.
Nella stagione successiva, il Maiorca, da neopromosso, arrivò al sesto posto in classifica. Magdaleno segnò 19 gol. Fu il miglior marcatore di nazionalità spagnola della stagione. Nella classifica generale arrivò terzo, dietro a Hugo Sánchez del Real Madrid e a Gary Lineker del Barcellona.
I 19 gol di Magdaleno furono anche un record per il Maiorca, che venne superato da Daniel Güiza, nel 2008, che ne segnò 27.
Nella sua terza e ultima stagione al Maiorca, Magdaleno non si riconfermò sui livelli degli anni precedenti, autore di soli 4 gol in campionato. La squadra delle Baleari retrocesse e Magdaleno lasciò il club.
Venne acquistato dal Real Burgos, per una cifra compresa tra i 15 e i 17 milioni di pesetas, firmando un contratto biennale.
Nella prima stagione al Burgos segnò 6 gol in 30 partite. Nel campionato successivo, a 34 anni, contribuì al raggiungimento del primo posto in classifica, e conseguentemente alla promozione in massima serie, segnando 10 gol.
A fine anno passò alla Real Sociedad Deportiva Alcalá, con cui chiuse la carriera nel 1991, giocando in Segunda B.

## Palmarès

### Club
- Segunda División spagnola: 1

Real Burgos: 1989-1990

### Individuale
- Trofeo Pichichi: 1  (della Segunda Divisiòn)

1980-1981 (17 gol)